# Nesviški dvorac
Nesviški dvorac (bjeloruski: Нясвіжскі замак, Niasvižski zamak, ruski: Несвижский замок) plemićke obitelji Radziwilla u bjeloruskom gradu Njasvižu je izvrstan primjer srednjoeuropskog dvorca iz 17. stoljeća, građenog u renesansnom i baroknom stilu koji su se savršeno uklopili stvorivši znamenit spomenik koji je snažno utjecao na arhitekturu šireg područja. Od 2005. godine dolazi na UNESCO-ov popis mjesta svjetske baštine u Europi.

## Povijest
Gradnju dvorca započeo je vojvoda Poljsko-Litvanskog saveza, Mikołaj Krzysztof Radziwill 1584. godine, čije je vojvodstvo bilo najbogatije i najutjecajnije u kraljevstvu. Gradnja je potrajala 20 godina u renesansnom stilu.
God. 1706., tijekom Velikog sjevernog rata, švedski kralj Karlo XII. je zauzeo dvorac i znatno ga oštetio. Od tada više nije imao obrambenu funkciju, a u 18. stoljeću obitelj Radiwill ga je obnovila u današnjem baroknom izgledu zahvaljujući njemačkim i talijanskim arhitektima. 
God. 1722. grad s dvorcem su pripojeni Ruskom Carstvu. Napoleon je 1807. stvorio Varšavsko Vojvodstvo, ali i posjede obitelji Radziwill koji su 1865. godine ponovno dobili i Nesviški dvorac. Kraljević Antoni Radziwill je od 1881. – 86. godine obnovio stambeni dio dvorca i proširio park (90 hektara) s engleskim parkom.
God. 1939. sporazumom Hitler-Staljin, Nesviž je pripao SSSR-u i svi plemićki posjedi su nacionalizirani. Nesviški dvorac je služio kao sanatorij, a park je propadao, sve do 1994. godine kada ga je novoosnovana Republika Bjelorusija zaštitila kao nacionalni spomenik kulture. God. 2002. gornje katove je poharao požar i još uvijek traje opsežna obnova cijelog kompleksa. Usprkos djelomičnoj obnovi, kompleks je 2005. godine upisan na UNESCO-ov popis svjetske baštine u Europi.

## Odlike
Obitelj Radziwill, koja je gradila dvorac u Nesvižu od 16. stoljeća do 1939. godine, je dala mnoge važne osobe u europskoj povijesti i kulturi. Zahvaljujući njima grad Nesviž je postao jako utjecajan u znanosti, umjetnosti, obrtima i arhitekturi. Kompleks se sastoji od stambenog dvorca i crkve-mauzoleja Tijela Kristova (Corpus Christi), te deset zgrada koje su spojene kao cjelina oko šestostranog dvorišta. Crkva je spojena s dvorcem branom preko jarka koji je služio kao mauzolej obitelji Radziwill. Tu se nalaze 72 jednostavna sanduka od breze s reljefom poljskog državnog grba na poklopcu.
Crkva Tijela Kristova (1587. – 1593.) je jedna od najranijih jezuitskih crkvi na svijetu i prva barokna građevina u Poljsko-Litvanskom savezu i uopće Istočnoj Europi. Dizajnirao ju je talijanski arhitekt Gian Maria Bernardoni (1541. – 1605.) po uzoru na prvu jezuitsku crkvu, Il Gesu u Rimu. Ova bazilika pored baroknog pročelja ima i baroknu kupolu, te kasnobarokne freske (izvedene 1760-ih) i oltar Svetog Križa koji su izveli mletački kipari 1583. godine.
Dvorac i križna crkva s kupolom su postale važan prototip prema kojemu se razvila arhitektura u cijeloj središnjoj Europi, a posebice u Bjelorusiji, Poljskoj, Litvi i Rusiji.
Engleski park Nesviškog dvorca iz 19. stoljeća je, svojom veličinom od preko 1 km², jedan od najvećih u Europi.

## Vanjske poveznice
- Nesviški dvorac (UNESCO)
- Jurkau kutoczak — Юркаў куточак — Yury's Corner. Старажытнае дойлідства Нясьвіжа  Arhivirana inačica izvorne stranice od 24. svibnja 2012. (Wayback Machine)
- Pogled na dvorac
- Fotografije na Radzima.org